# Büdesheim (Bingen am Rhein)
Büdesheim (rheinhessisch: Biddesshem) ist ein Stadtteil von Bingen am Rhein im Landkreis Mainz-Bingen und liegt an der Nahe in Rheinland-Pfalz. Mit einer Fläche von 9,12 km² und 7395 Einwohnern ist Büdesheim flächenmäßig der größte Stadtteil von Bingen am Rhein und der mit der zweithöchsten Bevölkerung (Stand: 1. Februar 2025).

## Geographie
Der Stadtteil Büdesheim liegt im südlichen Teil Bingens, am Scharlachberg, einem Teil des Rochusberges. Vor der Eingemeindung nach Bingen trug er daher den Namen „Büdesheim am Scharlachberg“.

## Geschichte

### Urgeschichte und Mittelalter
Bodenfunde aus Kelten- und Römerzeit belegen Siedlungen aus diesen Zeiten auf heutigem Büdesheimer Gebiet. Büdesheim, der Name -heim zeugt von einer fränkischen Besiedlung im 5. Jahrhundert. In einer Urkunde von 779 n. Chr. schenkte König Karl der Große der Abtei Kloster Fulda mehrere Weinberge in Büdesheim. 843 im Vertrag von Verdun erhielt Ludwig der Deutsche neben Bingen auch Büdesheim. 983 kam Büdesheim im Rahmen der Veroneser Schenkung unter die Oberhoheit des Erzbischofs von Mainz, als Kaiser Otto II. dem heiligen Willigis Bingen samt umliegenden Ortschaften schenkte. Es steht fest, dass das Stift St. Alban vor Mainz bereits 1154 in Büdesheim Butinsheim begütert war. 1158 wird das Kloster Rupertsberg und 1190 auch das Kloster Eberbach als Eigentümer von Grundstücken in Büdesheim erwähnt. Während des 12. Jahrhunderts wurde auch die Burg Wineck nahe der Kirche in der Pfarrer-Michel-Straße erbaut, von der bis heute Teile der Burgmauer erhalten sind und von der die Burgstraße ihren Namen hat. 1222 wurde vom Stift St. Alban vor Mainz dem Mainzer Stift St. Stephan das Einkommen gewisser Güter in Büdesheim überlassen. In der Folgezeit gehörte Büdesheim zu Kurmainz bis zur Einnahme des linken Rheinufers durch französische Revolutionstruppen 1793.

### Neuzeit
Nach der Einnahme des linken Rheinufers durch französische Revolutionstruppen wurde die Region 1793 von Frankreich annektiert. 
 Verzögert durch die Koalitionskriege wurde die Annexion erst nach 1797 konsolidiert, Büdesheim gehörte ab 1798 zum Département Donnersberg und dem dortigen Kanton Bingen. Gerichtlich war im Bereich des Kantons für die Zivilgerichtsbarkeit das Friedensgericht Bingen zuständig, für die Angelegenheiten der freiwilligen Gerichtsbarkeit bestanden Notariate.
Aufgrund 1815 auf dem Wiener Kongress getroffener Vereinbarungen und eines 1816 zwischen dem Großherzogtum Hessen-Darmstadt, Österreich und Preußen geschlossenen Staatsvertrags kam die heutige Region Rheinhessen – und damit auch Büdesheim – zum Großherzogtum Hessen, das dieses neu erworbene Gebiet als Provinz Rheinhessen organisierte. Nach der Auflösung der Kantone in der Provinz 1835 lag Büdesheim im neu errichteten Kreis Bingen.
Das bis dahin für Büdesheim zuständige Friedensgericht Bingen wurde 1879 aufgelöst und durch das Amtsgericht Bingen ersetzt.
Bis zum 1. April 1929 war Büdesheim eine selbständige Gemeinde, als es in die Kreisstadt Bingen eingemeindet wurde.
Nach dem Zweiten Weltkrieg wurde Rheinhessen Teil der französischen Besatzungszone und kam dann 1946 zum damals neu gebildeten Bundesland Rheinland-Pfalz.

## Kultur und Sehenswertes
- Evangelische Kirche

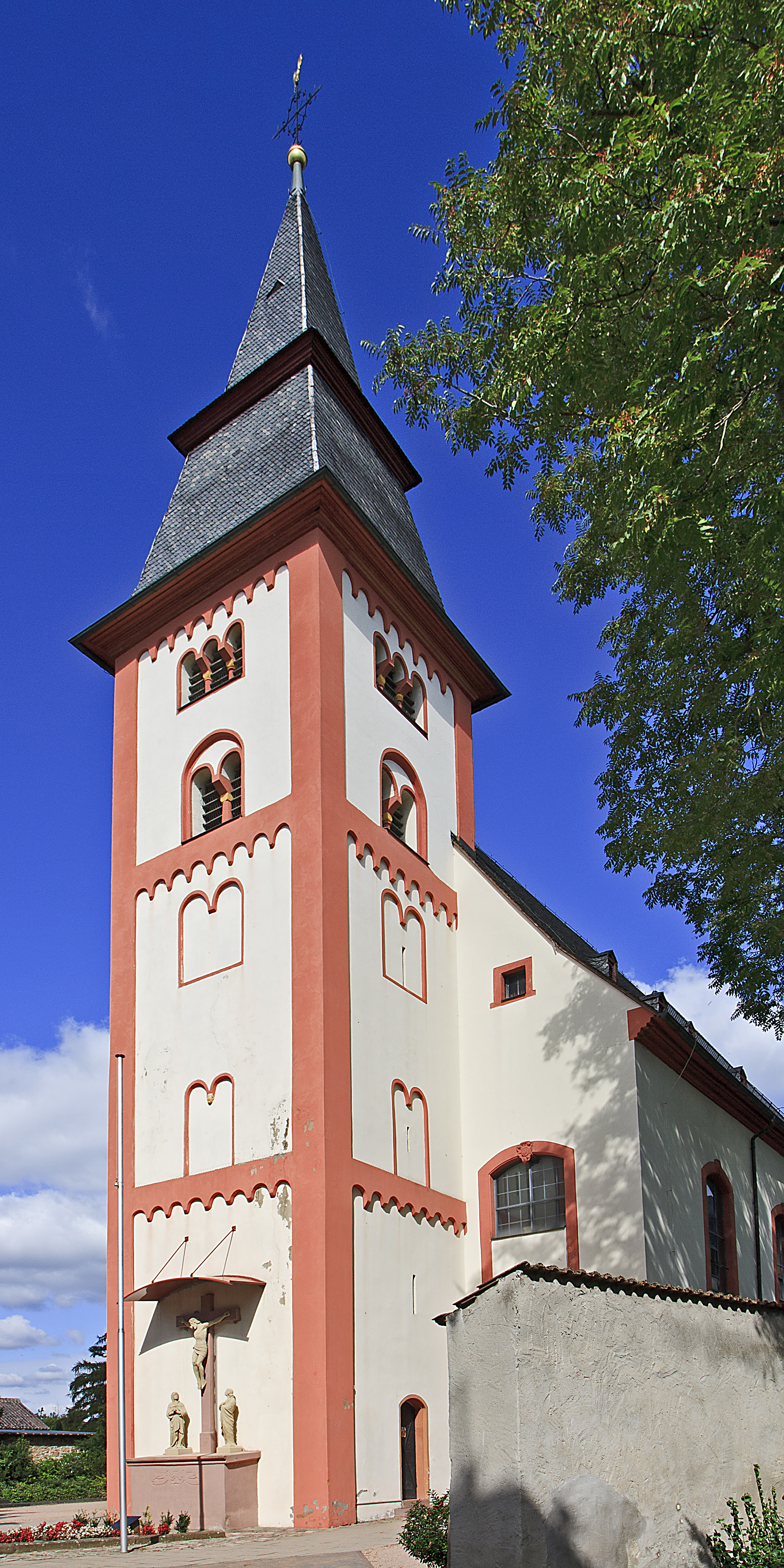
Katholische Pfarrkirche St. Aureus und St. Justina

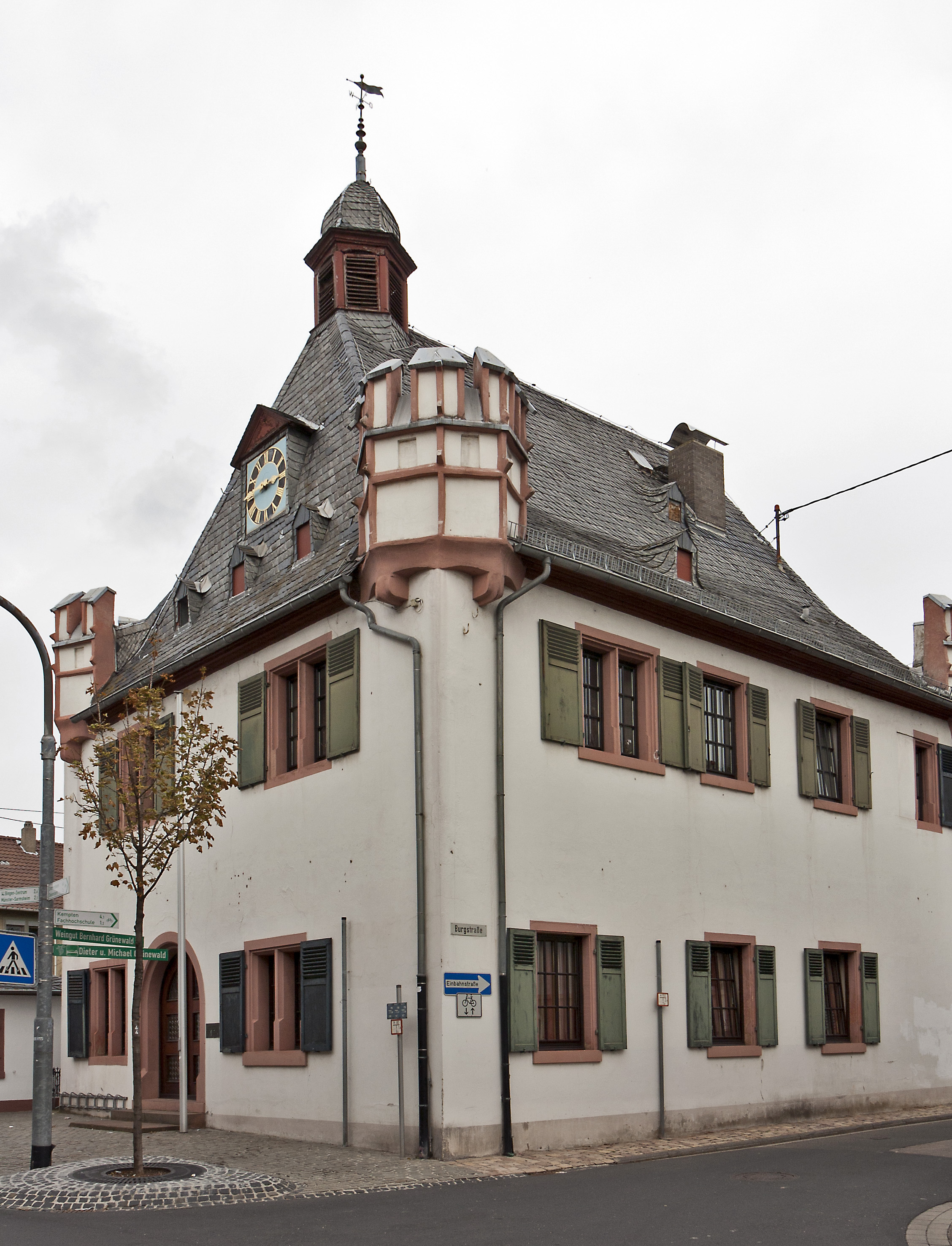
Altes Rathaus

- Katholische Kirche St.Aureus und Justina
- Rathaus von Büdesheim
- Geburtshaus von Stefan George
- "Haus der 100 Fenster"
- Büdesheimer Weinlagen: Bubenstück, Osterberg, Scharlachberg, Schelmenstück, Schwarzenberg, Schlossberg Schwätzerchen
- Weinlehrpfad
- Büdesheimer Nachtumzug

Eine vollständige Liste der Kulturdenkmäler in Büdesheim kann in der Liste der Kulturdenkmäler in Bingen am Rhein gefunden werden.

## Bildung
Im Stadtteil Büdesheim gibt es eine Grundschule, die Rochusrealschule plus mit Fachoberschule, die Realschule am Scharlachberg und die Förderschule Rhein-Nahe-Schule Bingen. Auch der Neubau der TH Bingen ist hier angesiedelt.

## Söhne und Töchter Büdesheims
- Kaspar Riffel (1807–1856), katholischer Theologe und Professor für Kirchengeschichte
- Simon Blad (1818–1896), Geschäftsmann
- Stefan George (1868–1933), Lyriker
- Johannes Kraus (1893–1969), katholischer Theologe, Professor für Moraltheologie und Ethik
- Monika Böss (* 1950), Schriftstellerin
- Rüdiger Heins (* 1957), Schriftsteller
- Peter Walter (1950–2019), katholischer Theologe und Professor für Dogmatik

## Vereine
- Hassia Bingen
- Büdesheim aktiv
- "Die Byrtze" Heimatfreunde-Büdesheim
- Evangelische Singgemeinschaft der Christuskirchengemeinde
- Freiwillige Feuerwehr Bingen-Büdesheim
- Förderverein Soziale Arbeit
- Katholische Kirchenmusik
- Kerbeclub Büdesheim
- Kirchenchor "Cäcilia"
- KjG Büdesheim
- Kolpingsfamilie
- Leichtathletik Club Bingen (LC Bingen)
- Rheinlandseiche Büdesheim
- Schutz- und Gebrauchshunde Sportverein
- SV Rotamint
- TUS 1861 e. V. Bingen-Büdesheim
- DJK Grün-Weiß Bingen-Büdesheim 1927
- Verein der Sportfischer 1964
- Weinsenat Binger Mäuseturm
- Woschtsupp

## Verkehr
Büdesheim liegt verkehrsgünstig am Autobahndreieck Nahetal das die Bundesautobahn 60, von Mainz kommend, mit der Bundesautobahn 61 verbindet, welche nach Ludwigshafen und Koblenz verläuft. Außerdem verlaufen die Bundesstraße 9, sowie die Landesstraße 417, die nach Sponsheim führt, durch Büdesheim. Der Nahe-Radweg führt entlang dem Fluss Nahe durch Büdesheim und verbindet Bingen mit Dietersheim. Beschilderte Fahrradwege verbinden Büdesheim außerdem mit Ockenheim, Dromersheim, Kempten und Münster-Sarmsheim.
Büdesheim liegt genau mittig zwischen den beiden Flughäfen Frankfurt am Main und Frankfurt-Hahn im Hunsrück, zu denen Büdesheim jeweils 57 km entfernt ist. Die nächsten Bahnhöfe sind Bingen am Rhein Hauptbahnhof in Bingerbrück, Bingen am Rhein Stadt in Bingen, Ockenheim und Münster-Sarmsheim. Der Bahnhof Büdesheim-Dromersheim, an der Brücke der Dromersheimer Chaussee (L 414) über die Bahnstrecke, war Haltestelle auf der Bahnstrecke Worms–Bingen Stadt und ist nicht mehr in Betrieb.
Von der AG Binger Nebenbahnen wurde Büdesheim vom 25. Februar 1906 bis zum 22. Oktober 1955 durch eine Straßenbahn mit Bingen verbunden. Ab dem 2. November 1907 wurde die Strecke nach Dietersheim erweitert. Der Straßenbahnbetrieb wurde 1955 eingestellt und durch ein Busliniennetz ersetzt. Heute ist Büdesheim mit mehreren Buslinien des Rhein-Nahe Nahverkehrsverbund (RNN), betrieben von den Binger Stadtwerken, an die umliegenden Ortschaften angebunden und bildet an der Haltestelle "Büdesheim Löwenentertainment" einen zentralen Umsteigepunkt für den Busverkehr.

## Nachbargemeinden und -ortschaften
- Münster-Sarmsheim
- Dietersheim
- Sponsheim
- Ockenheim
- Bingen am Rhein
- Dromersheim
- Kempten am Rhein